# Lithognathus
Genre
Lithognathus (les marbrés) est un genre de poissons marins de la famille des sparidés.

## Liste d'espèces
Selon FishBase (29 janv. 2016), World Register of Marine Species (29 janv. 2016) et ITIS (29 janv. 2016) :
- Lithognathus aureti (Smith, 1962) - Marbré de la côte ouest
- Lithognathus lithognathus (Cuvier, 1829) - Marbré du Cap
- Lithognathus mormyrus (Linnaeus, 1758) - Marbré
- Lithognathus olivieri (Penrith & Penrith, 1969)